# Перо (письменная принадлежность)
Перо — основной элемент пишущего узла перьевых ручек независимо от их типа и конструкции.
Современное перо представляет собой выгнутую пластину (иногда набор пластин достаточно сложной формы), включающую три основных конструктивных части:
- одна (в обычных перьях) или две (в так называемых музыкальных перьях) капиллярных прорези для равномерной подачи чернил к пишущему концу;
- элементы (в виде вырезов, насечек, выпрессовок и выштамповок), предназначенные для удержания некоторого запаса чернил;
- пишущий конец, к которому сходятся капиллярные прорези, характеризующийся определённой формой и размерами, позволяющий в течение длительного времени наносить на писчий материал чернильный след заданной ширины, формы и интенсивности.

Технические особенности пера, существенно влияющие на параметры чернильного следа, как то количество, ширина и профиль капиллярных прорезей, форма и размер пишущего конца задаются в ходе изготовления пера и могут быть лишь относительно незначительно скорректированы подгибом и переточкой пишущего конца. В то же время выполнение штрихов различной ширины и интенсивности в некоторых ограниченных пределах может быть выполнено путём изменения нажима на перо и направления ведения пера. В просторечии пером нередко называют перьевую ручку и авторучку, оснащённую пером. Происхождение названия обусловлено тем, что до внедрения в широкую практику перьевых ручек люди использовали для письма крупные перья птиц, надлежащим образом подготовленные и заточенные. Такие перья могут использоваться и сейчас для специальных целей, например, в изобразительном искусстве. Аллегорически под пером могут понимать вообще любой инструмент для письма, например: «К штыку приравняли перо».

## Материалы

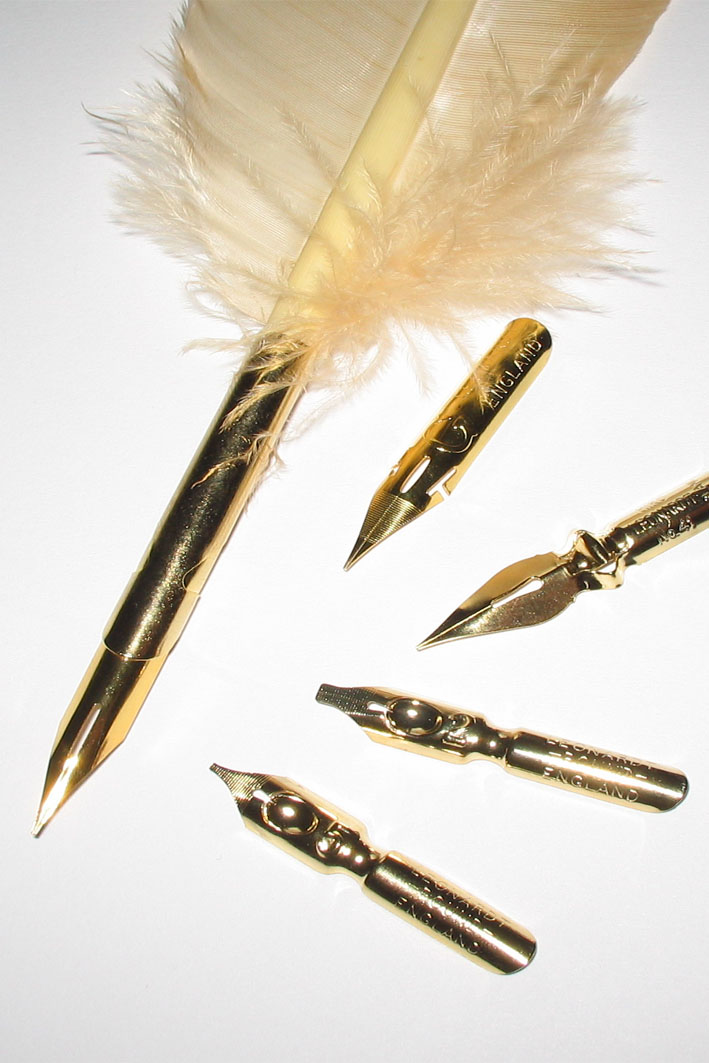

До появления металлических перьев и перьевых ручек использовались перья различных птиц. Причём наибольшую употребительность приобрели перья водоплавающих и в первую очередь гусей. Это связано с наибольшими среди прочих легкодоступных перьев птиц прочностью стенки и диаметром стержня.
Традиционный способ подготовки птичьих перьев к письму заключался в следующем:
- у здорового, крепкого, молодого гуся, обязательно весной, вырывалось одно из пяти внешних перьев левого крыла — перо из левого крыла лучше ложится в правую руку пишущего, левши использовали перья из правого крыла или затачивали праворучные перья с обратной стороны;
- с пера обрезалась часть бородки для более удобного хвата за стержень;
- перо вываривалось в щёлочи для обезжиривания не менее 10—15 минут;
- вываренное и высушенное перо обжигалось и закаливалось в горячем песке с температурой не более 65 °С;
- кончик заострялся при помощи перочинного ножа, причём в процессе эксплуатации затачивать («чинить») их приходилось часто, поэтому маленькие складные карманные ножи называются перочинными.

Венецианские стеклоделы в средние века изготавливали перья из стекла. Стеклянные перья отличались от классических отсутствием прорезей и отверстий. Перо представляло собою конус со множеством борозд, спиралевидно сходящихся к пишущему кончику. Чернила удерживались в бороздах силами смачивания.
Современные перья изготавливаются в основном из металла, изредка из пластмассы. Наибольшее распространение получили стальные и золотые перья. Существуют современные модели авторучек, оснащённых перьями из титана или платины. Перья для каллиграфии и иных художественных работ могут изготавливаться из бронзы, птичьих перьев, расщеплённых деревянных, бамбуковых и тростниковых пластинок. Считается, что материал пера задаёт и особенности письма. Так, наиболее мягкими на письме считаются перья из 14- или 18-каратного золота (обозначения на перьях — 14К и 18К соответственно), наиболее упругими титановые и бронзовые, а наиболее жёсткими — стальные перья. Стальные перья нередко покрывают тонким слоем золота (типичный пример обозначения: 22KGP, 23KGP), серебра, платины, палладия или родия.
В отделке перьев нередко используется штамповка или гравировка логотипов производителя, иных рисунков. Применяются золочение, серебрение, никелирование; наплавки из сплавов платины, осмия и иридия. На перьях представительского класса может встречаться инкрустация драгоценных металлов и камней.

## Конструкция

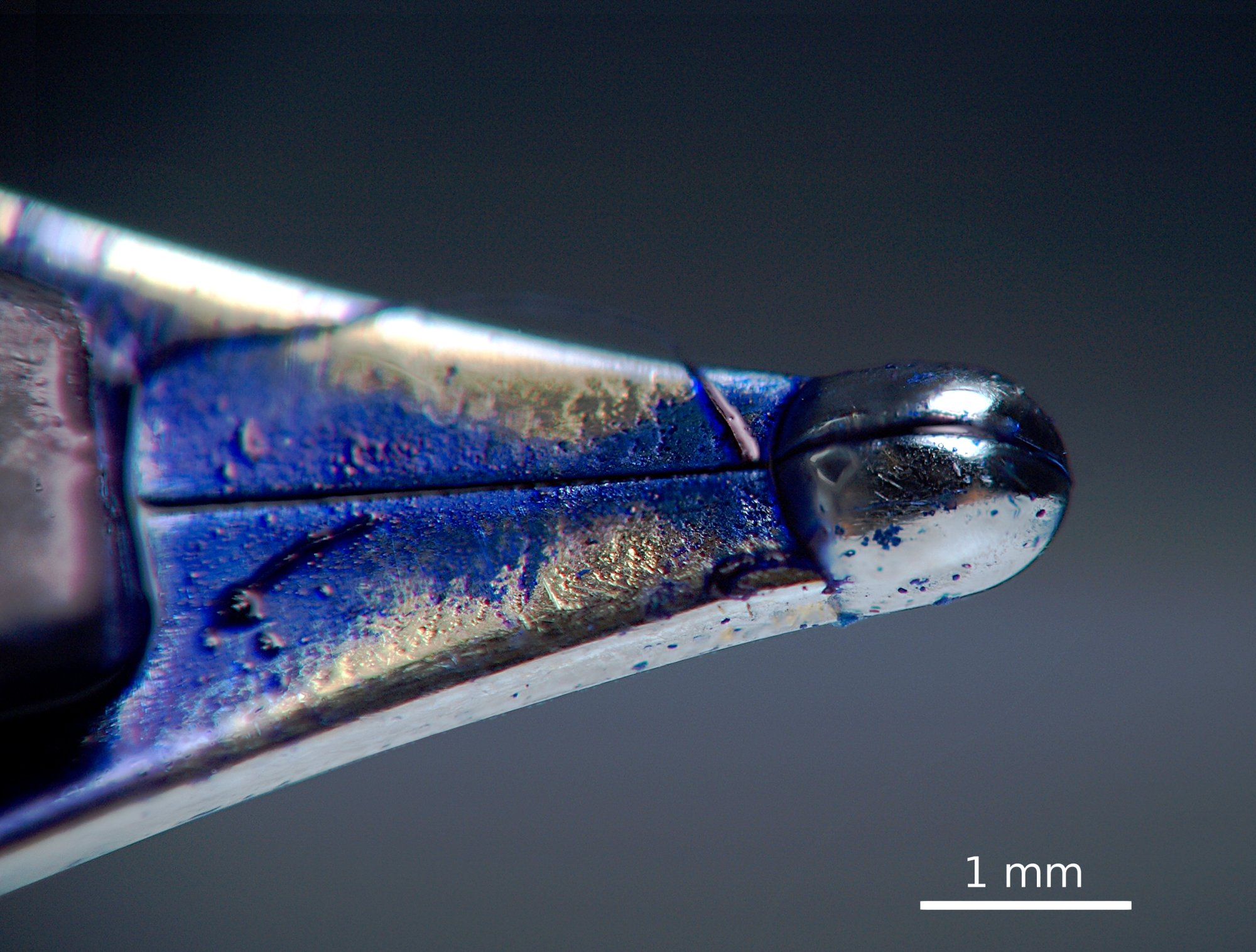
Кончик пера под увеличением

Конструктивно современное перо состоит из следующих элементов:
- хвостовик — служит для закрепления пера в корпусе ручки; нередко хвостовик пера просто вставляется в соответствующий зажим на ручке; многие бюджетные перья в настоящее время не имеют выраженного хвостовика и крепятся к фидеру боковыми выступами-прижимами (например, большинство перьев Lamy); перья более высокого класса могут выпускаться в сборе с наиболее подходящим по свойствам фидером в корпусе со стандартной наружной резьбой (например, сборные перьевые пишущие узлы Bock);
- отверстие — находится ниже хвостовика (обычно в самом широком месте, перед началом сужения пера к кончику) и служит для удержания некоторого количества чернил при письме; отверстия имеют обычно форму круга, однако в штампованных стальных перьях и в перьях представительского класса форма отверстия может быть иной — так, на штампованных перьях отверстие делают продолговатым или в форме замочной скважины для увеличения количества удерживаемых чернил; в перьях представительского класса форма отверстия задаётся исходя из композиции рисунка на пере. Существуют перья без отверстия (Diplomat);
- прорезь — ведёт от отверстия к кончику и служит для подачи чернил к пишущему кончику пера за счёт капиллярных эффектов; форма сечения и ширина прорези оказывают сильнейшее влияние на ширину и насыщенность рисуемой линии, возникновение пробелов; считается, что оптимальная прорезь должна иметь трапецеидальное сечение (ширина прорези изнутри пера должна быть чуть больше), причём ширина прорези должна уменьшаться ближе к пишущему концу пера; иногда на пере выполняют несколько прорезей, в этом случае прорези, ведущие от отверстия, позволяют в более широких пределах варьировать на письме шириной и интенсивностью линии, а короткие прорези по бокам пера уменьшают жесткость пера и делают перо более мягким и гибким на письме.
- твердосплавный разрезной шарик — формируется на самом пишущем кончике пера; наличие шарика служит для увеличения ресурса пера, хотя на отремонтированных перьях и на некоторых новых перьях таких шариков может не быть, так, например, на кончиках стальных штампованных перьев нередко формируют обратный изгиб, подворот кончиков или площадку, перпендикулярную плоскости пера, которые должен заменять шарик; форма и размер шарика отвечают за ширину линии и лёгкость скольжения пера по бумаге, при этом с внутренней стороны прорезей шарик тоже обтачивают, чтобы устранить внутреннюю кромку, способную цепляться за бумагу; для изготовления таких шариков часто используют твёрдые сплавы иридия, платины, осмия, при этом невзирая на истинный материал шарика, их традиционно называют иридиевыми. На некоторых перьях для каллиграфии вместо шарика формируют площадку, которая задаёт ширину штриха и некоторые его художественные элементы;
- насечка — формируется на внутренней и/или наружной стороне некоторых перьев для лучшего удержания большего количества чернил; не следует путать со штамповкой и гравировкой логотипов и художественных образов на внешней поверхности пера — на них обычно не бывает чернил. На перьях для авторучек насечки может не быть, а её функцию могут выполнять царапины и потертости естественного происхождения;
- перья для каллиграфии и иногда некоторые другие могут оснащаться насадками по типу рейсфедерных, для удержания большего количества чернил (туши) и обеспечения более равномерной их подачи.

Конструктивно перо следует отличать от рейсфедера, в котором удержание чернил осуществляется между сходящимися пластинками, расстояние между заострёнными кончиками которых может регулироваться для регулировки ширины линии.

## Классификация

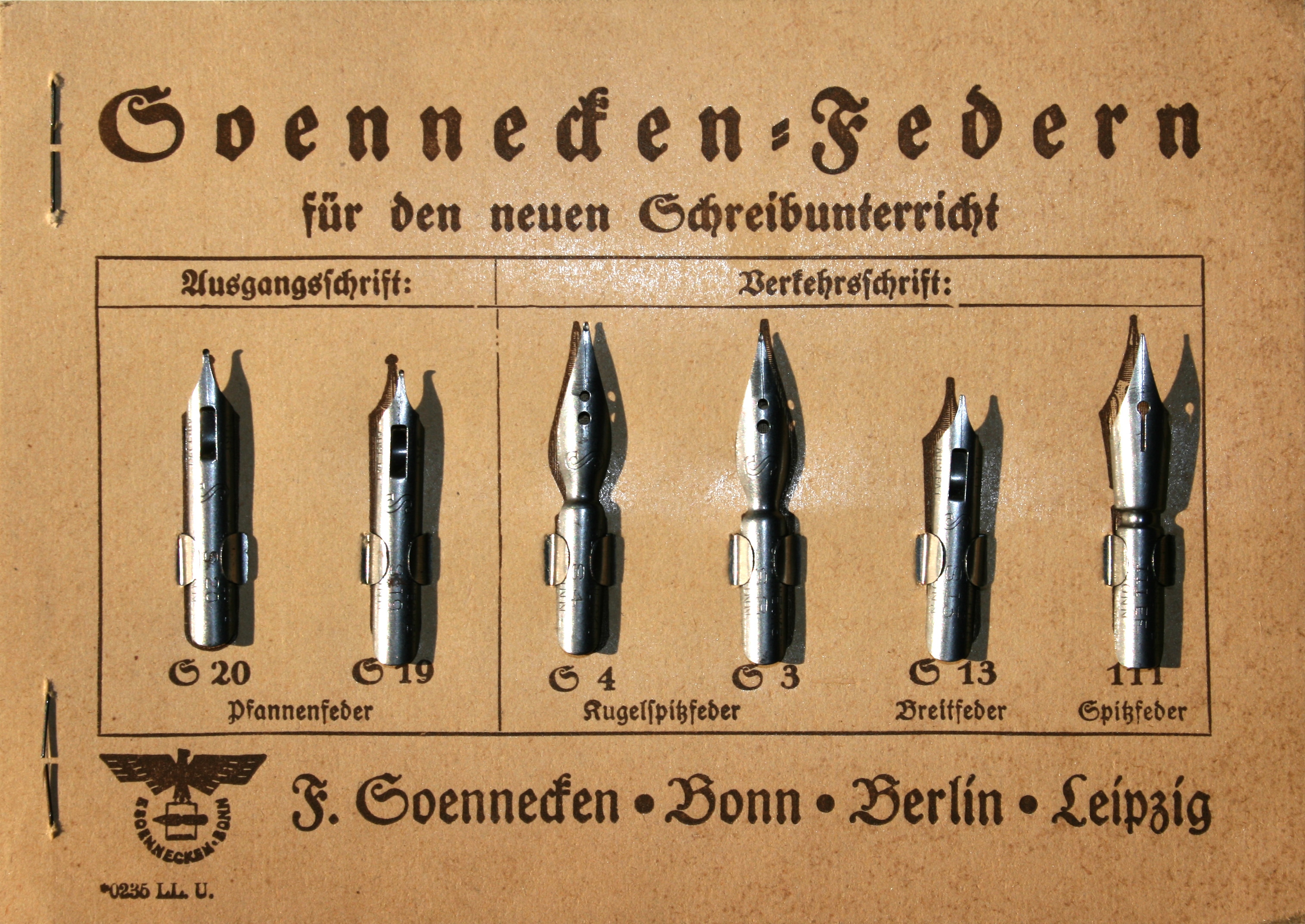
Памятка о перьях 1930-х годов в Германии

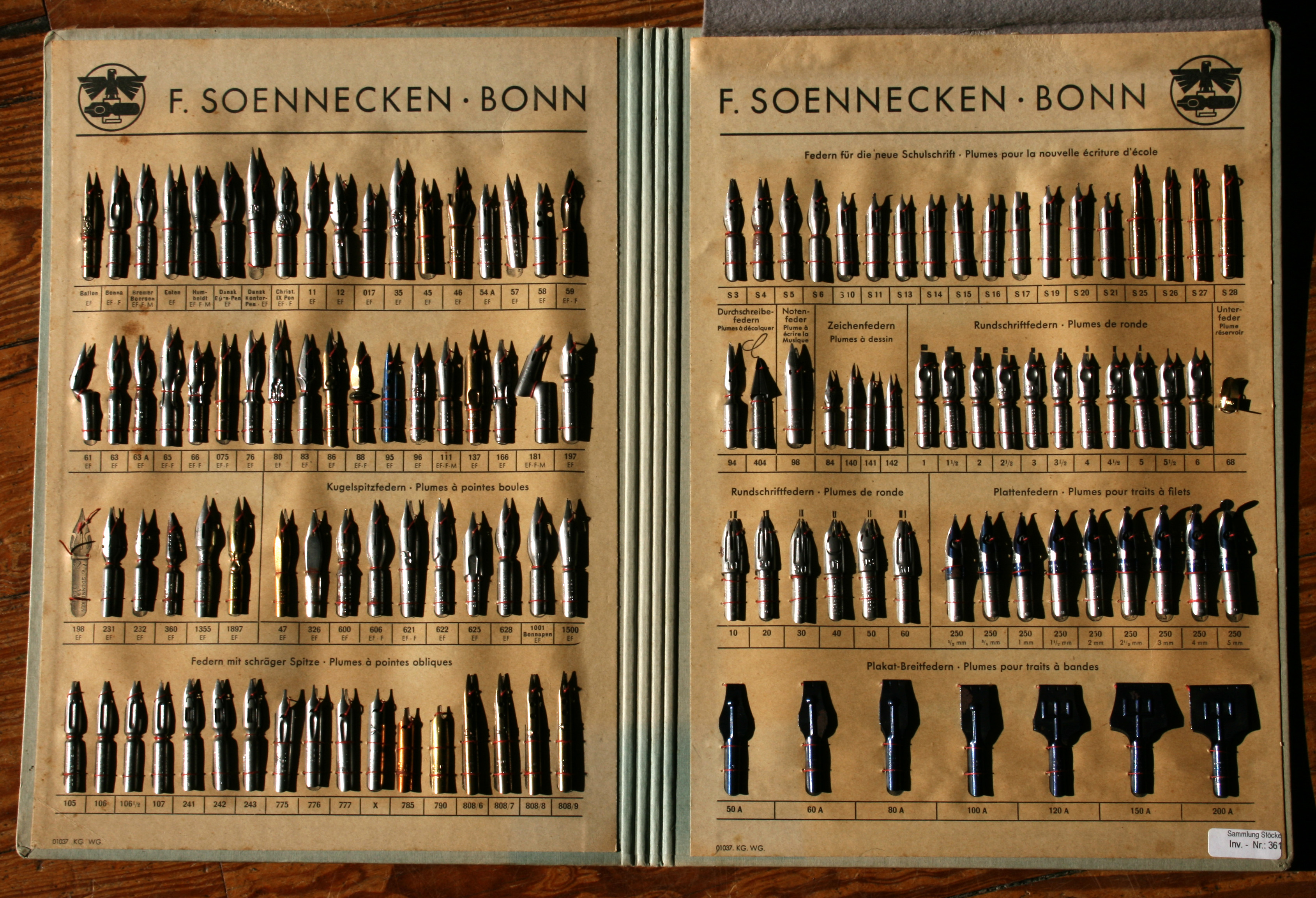
Виды перьев немецкой фирмы Soennecken образца 1924 года

Чаще всего перья классифицируют по фирме-производителю, поскольку типичные конструктивные решения и соответственно типичные свойства перьев разных производителей отличны друг от друга.
По материалу изготовления:
- из нержавеющей стали (например, Rotring[англ.] ArtPen);
- из золота (например, Parker Sonnet);
- из платины;
- из титана (например, OMAS[англ.] Emotica);
- из пластика (например, Pentel[англ.] JM20);
- из стекла (например, J. Herbin Glass Dipping Pens);
- натуральное перо;
- тростник, дерево (каламы);
- из других материалов.

Стандартные перья подразделяются по ширине линий на:
- Экстра-экстратонкие (EEF, UEF, XXF) — в основном используются для записи сложных иероглифов в клетки малого размера (например, в бухгалтерские книги);
- Экстратонкие (EF, XF) — созданы для письма тонкими линиями со слабым нажимом;
- Тонкие (F) — идеальны для обычного письма. Для получения тонкой линии со средним нажимом;
- Средние (М) — для среднего нажима и средней толщины линии. Универсальные перья общего применения;
- Широкие (В) — более массивное закруглённое остриё для широких линий;
- Экстраширокие (ЕВ) — большой закруглённый наконечник пера для получения толстых линий и выразительных подписей;
- Экстра-экстраширокие (ЕЕВ) — разработаны для людей, которые быстро пишут толстыми линиями и хотят, чтобы их подпись выглядела характерно;
- Наклонные (OF — наклонное тонкое, OM — наклонное среднее, OB — наклонное широкое);
- Курсивные (IF — курсивное тонкое, IM — курсивное среднее, IB — курсивное широкое);
- Усечённые (Stub) — перья без шарика с широким плоским кончиком;
- Музыкальные (Music) — перья с двумя прорезями и двумя отверстиями, сходящимися к кончику — позволяют варьировать ширину штриха, что широко применяется в нотных записях.

Европейское понимание стандартов от EF до M отличается от японских — японские перья того же класса, как правило, имеют более тонкую линию. Аналогичным образом линии от перьев фирмы «Parker» стандарта F, как правило, примерно в 1,5 раза шире линий от перьев этого же стандарта других европейских производителей.
По конструкции пера:
- классическое перо с одним отверстием и прорезью;
- перья с засечками по бокам (для большей гибкости пера);
- музыкальные перья — см. выше;
- пластинчатые перья (характерно для пластиковых Pentel JM20);
- перья Trident — составные перья, круглый кончик которых состоит из нескольких (более чем двух) симметричных частей, что позволяет писать в любом положении пера относительно бумаги и в любом направлении. Название произошло от названия моделей Sailor Trident, выпускавшихся компанией Sailor в 80-х годах XX века и имевших составное перо из 3-х частей, так что кончик пера состоял из 6 (позднее компания Hero выпускала перьевые авторучки такого типа с четырьмя секторами, и компания Jinhao — с тремя секторами) идентичных секторов;
- конические перья Triumph — выпускались компанией Sheaffer с 1942 по 1972 год прошлого века (позднее скопированы некоторыми китайскими фирмами (Hero, Wing Sung)). В 1991—1998 годах были вновь применены в серии ручек Sheaffer Crest. Кончик пера был загнут вверх для большей плавности письма;
- трубчатые перья — небольшие (примерно 3 мм в диаметре) длинные перья, ставившиеся в ручки с закрытым пером (Parker 51, 61, 21, а также их многочисленные копии);
- также существуют более экзотические типы перьев, используемых в основном в каллиграфии — линейка перьев Sailor Nagahara; стеклянные перья, перья, единые с корпусом (Parker T1, Parker 50 Falcon, Pilot MYU 701, Pilot Murex, Pilot MYU M90).

По области применения:
- ординарные перья;
- перья представительского класса;
- перья для каллиграфии;
- перья для художественных работ;
- перья для работы с тушью, плакатные перья;
- чертёжное перо — Рейсфедер.

## История

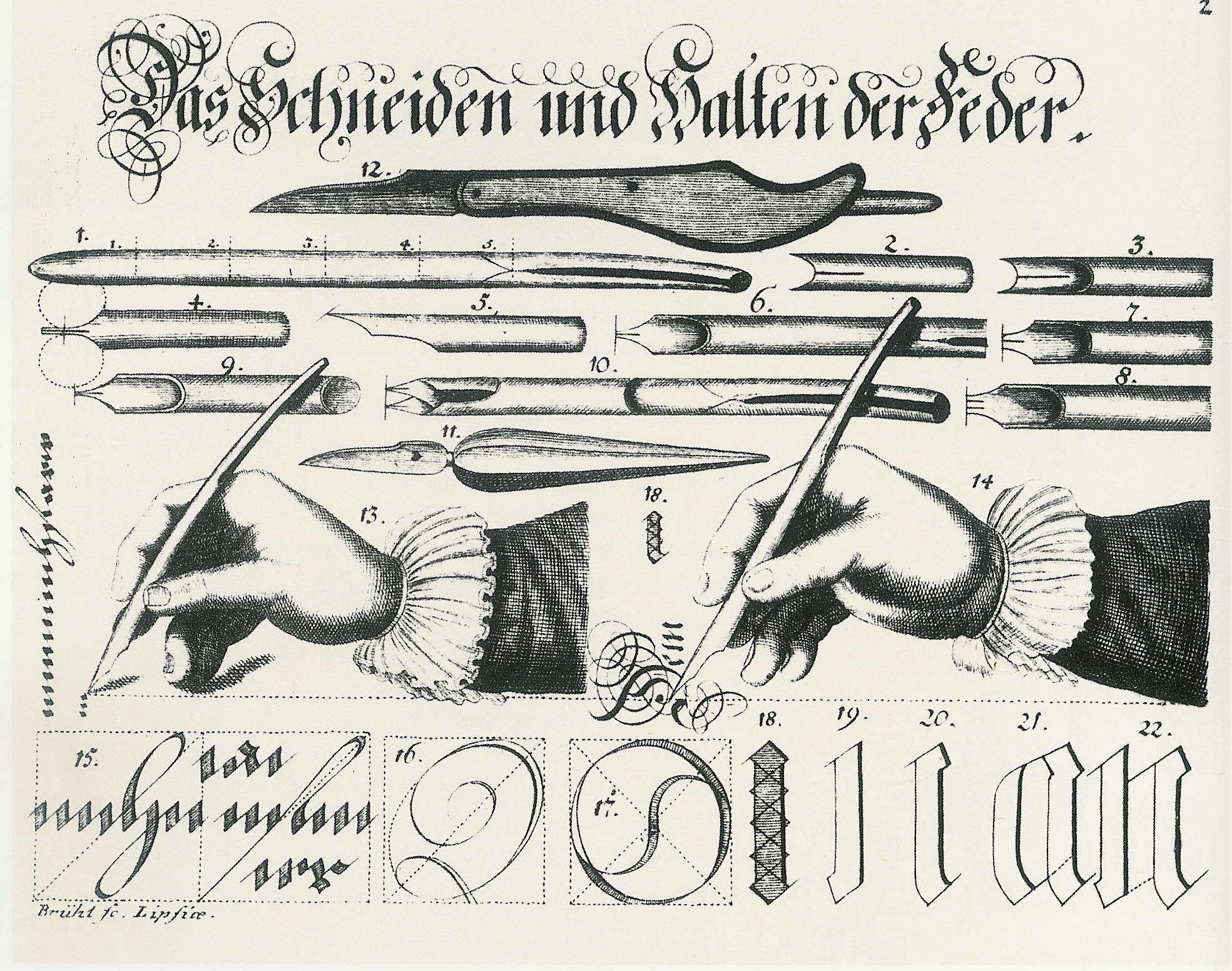
Инструкция 1784 года

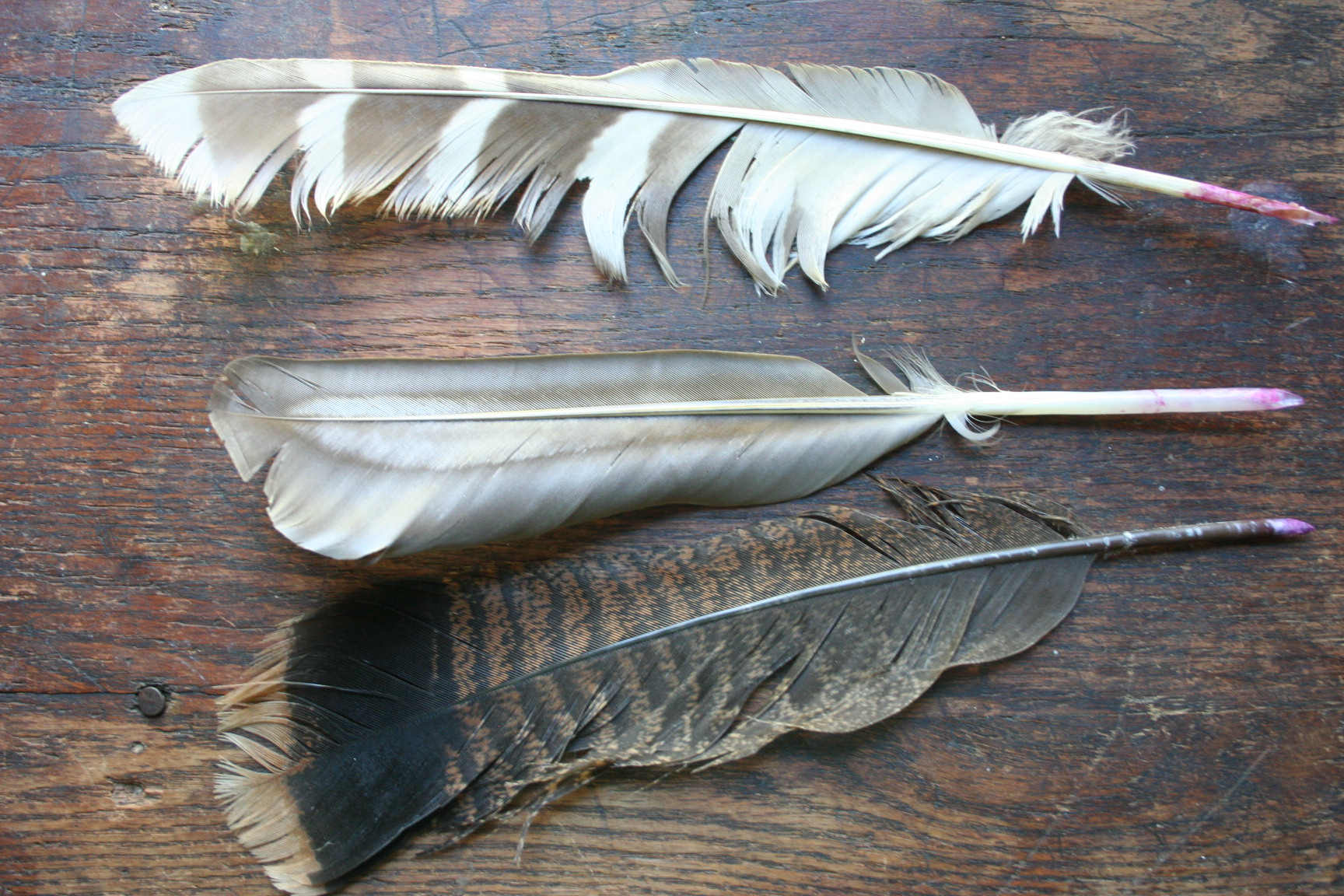

Древнейшие памятники письменной культуры дошли до нас в виде резьбы по камню. Логично предположить, что появление подобных, трудоёмких в изготовлении надписей предварялось какими-либо эскизами и оправдано только при достаточно широком распространении грамотности среди политически значимых слоёв населения. В свою очередь, распространение грамотности, очевидно, невозможно без наличия развитой письменности, материалов и инструментов для быстрого письма. К сожалению, образцы быстрого письма тех времён до наших дней не сохранились.
Существенный прорыв в области материалов и инструментов для письма сделали древние шумеры, разработавшие систему клинописного письма заострёнными палочками на глине с возможностью последующего обжига табличек с важными записями.
Следующие прорывы объединяет приблизительно одна историческая эпоха:
- древние египтяне научились изготавливать тростниковый папирус и начали использовать для письма первый прообраз современных перьев — расщеплённые тростинки. Несколько позднее древние греки изобрели бронзовое перо по образу и подобию тростинок. Однако из-за дороговизны металла и металлообработки приблизительно до XIX века металлические перья имели весьма ограниченное распространение. Так, древнейшее из найденных на территории Европы металлическое (бронзовое) перо датируется не позднее конца XIV века[1].
- В Пергамском царстве было освоено производство пергамента, когда кожу молодых козлят или ягнят мездрили с использованием извести и щёлока, затем чистили, скоблили, и шлифовали.
- народы, живущие в более северных областях (например, древние греки, за ними римляне, а ещё позднее славяне), освоив азы роевого и подсечного пчеловождения, начали использовать для письма дощечки, залитые воском, и бронзовые или деревянные палочки, один конец которых был заострён, а второй имел форму лопатки — стило.
- Славянские народы, заселившие восточную и среднюю Европу и жившие несколько изолированно от Европы западной и южной, освоили применение весьма подходящей для письма берёсты. Писали на берёсте, проводя по ней с заметным нажимом какой-либо палочкой с заострённым концом. При этом берёста в зоне сдавливания обычно приобретает более тёмный, красноватый оттенок.

Наиболее удачные изобретения Древнего мира, такие как использование расщеплённого кончика для нанесения краски на тонкий листовой материал «почти стандартного размера», получили своё развитие в Средневековье. На 1000 лет, начиная с эпохи раннего Средневековья и вплоть до конца XVIII века главным пишущим инструментом человечества становится птичье перо. Наибольшее распространение получили гусиные перья, что связано с широким распространением домашних гусей по Европе и с тем, что гуси имеют наиболее толстостенные (толщина стенки обуславливает лучшие прочность и долговечность пера) и крупные (тонкое перо очень неудобно держать, а при резком росчерке оно может подломиться) перья среди домашней птицы.
Существуют свидетельства, что в XVIII веке ежегодно Англия закупала в России по нескольку миллионов довольно удобных, дешёвых и долговечных гусиных перьев.
Со временем появлялись составные перья — опахало из художественно оформленного пера редкой птицы либо вообще без него; проставка-держатель, нередко являющаяся образцом ювелирного искусства; пишущий конец — фрагмент традиционного гусиного пера. Появление составного пера предопределило появление перьевых ручек.
Первое стальное перо в 1748 году изобрёл Йоханнес Янссен (Johannes Janssen). В 1842 году немецкая фирма Heintze & Blanckertz начала промышленное производство перьев для письма.
Усовершенствованием пера является авторучка, в которой соединены перо, держатель и ёмкость для чернил, что избавило пишущего от необходимости периодически окунать кончик пера в чернильницу. Принцип работы пера при этом не изменился.
Первые прообразы авторучек появлялись в Древнем Египте и Древнем Риме. Позднее — в конце XIX века — также предпринимались попытки создать авторучку, однако все они не получили развития, поскольку их создателям не удалось решить главную и принципиальную проблему — проблему равномерной подачи чернил к перу: при письме чернила постепенно расходовались и в ручке создавалось разрежение, препятствующее дальнейшей подаче чернил. Эта проблема была решена только в XX веке, когда подачу чернил на перо и возвратное поступление воздуха в резервуар для чернил удалось объединить в одном канале сложной формы: в стенке основного канала для чернил шириной около 1 миллиметра прорезается канал для воздуха шириной около 0,1 миллиметра — сила поверхностного натяжения чернил не позволяет им затекать в тонкую прорезь, поэтому подача воздуха в резервуар при письме происходит непрерывно.
В наше время для письма выпускаются стальные и золотые или платиновые перья, различающиеся по ширине и назначению. Маркетинговая политика большинства современных производителей перьев и авторучек такова, что приобрести отдельные ремонтные перья для письма достаточно сложно. Замена возможна только для некоторых дорогих марок ручек, у официальных дилеров или в аккредитованных мастерских. Более того, перо, как правило, заменяется вместе с подающим узлом — фидером, поскольку параметры подачи для различных типов перьев могут варьироваться.
Для целей каллиграфии выпускаются и свободно продаются в магазинах для художников стальные и бронзовые перья различных конфигураций, которые, тем не менее, не подходят к авторучкам.

## Перья в живописи и каллиграфии

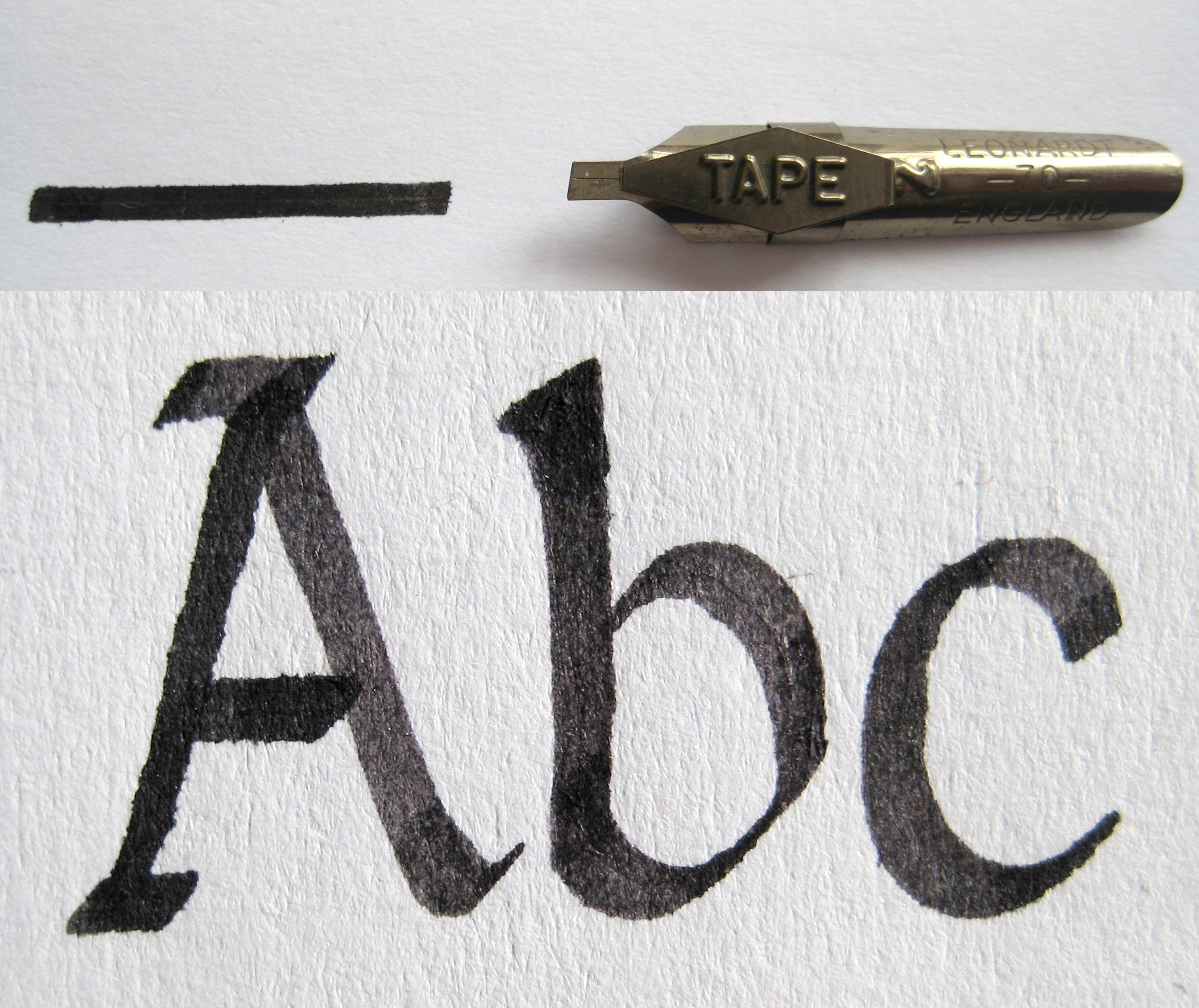
Перо с тупым концом

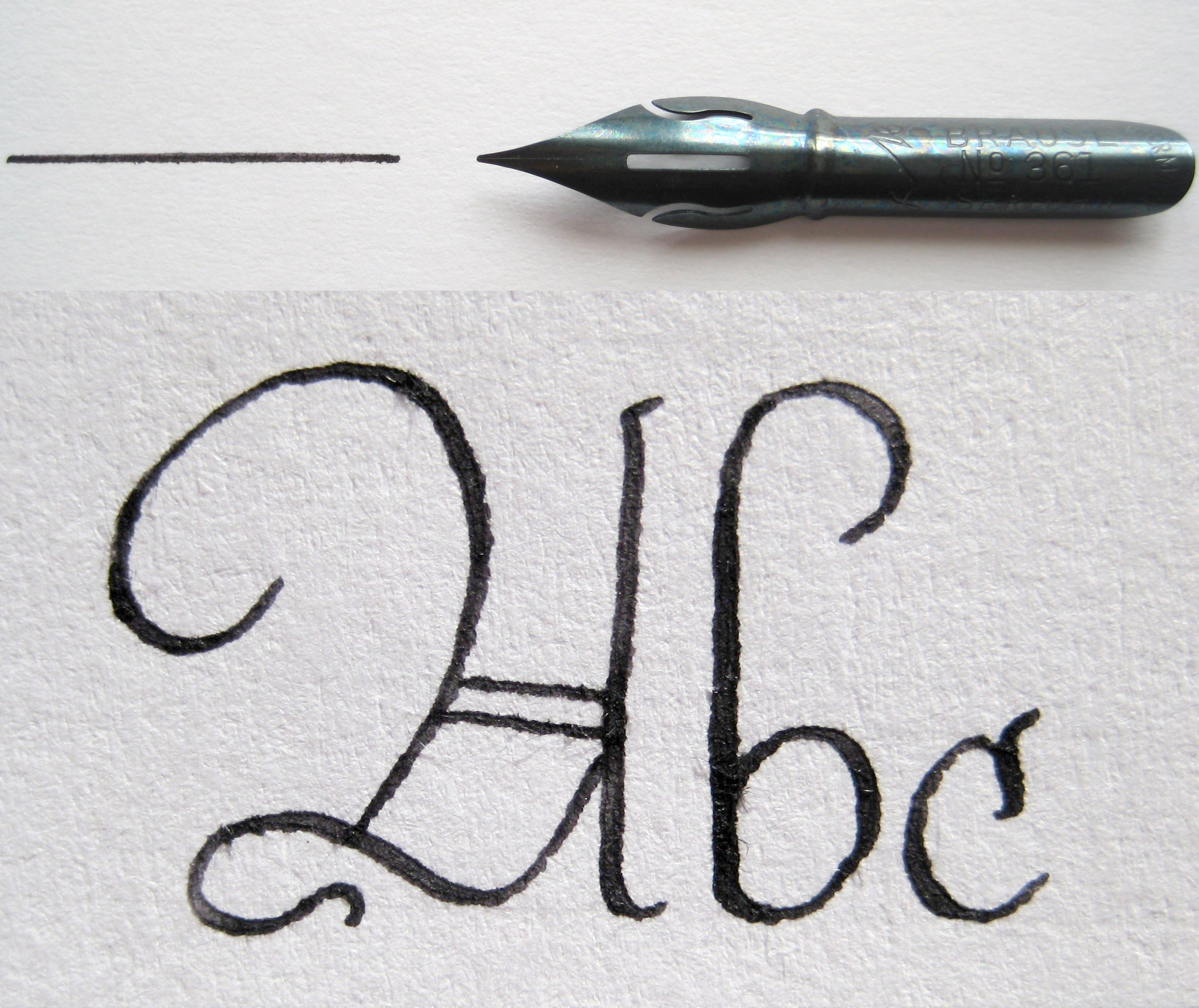
Перо с острым концом

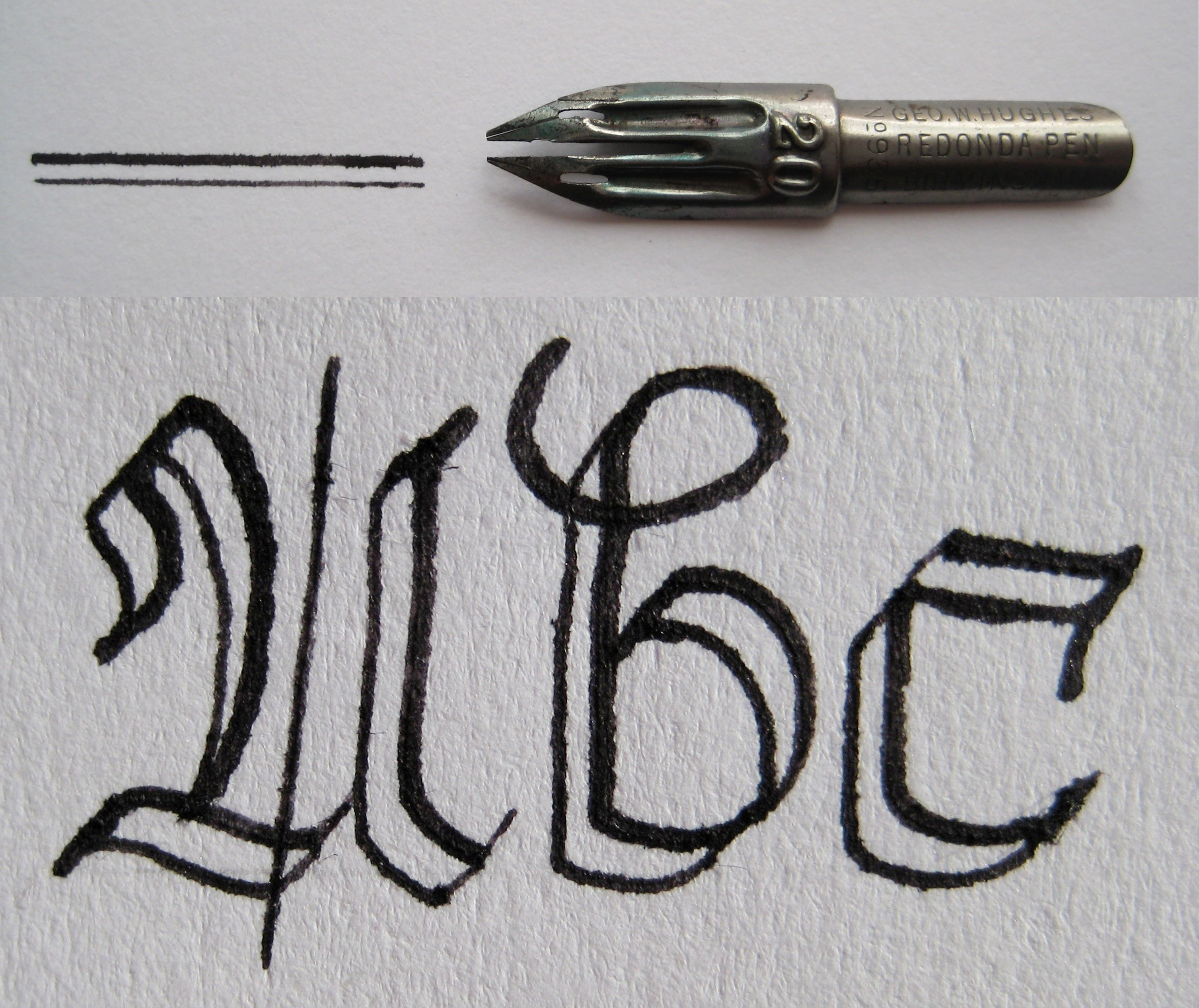
Перо с раздвоенным концом

Перо в живописи — инструмент для рисования при помощи жидкого красящего вещества (главным образом, туши), изготовленный из металла, тростника или птичьих перьев.

### Типы перьев для художественных работ
- Тростниковое перо, известное также под названием калам, было широко употребляемым у народов Востока.
- Вплоть до середины XIX века широко распространёнными были гусиные перья.
- С середины XIX века начали получать распространение металлические перья.
- С конца XIX века появились прообразы авторучек для письма тушью металлическими перьями.

### Обозначение техники рисунка, выполненного пером
Характерной особенностью такого рисунка является штриховая манера исполнения. Металлическое перо (известное с XIX века) даёт наиболее тонкую и ровную линию. Техника тростникового пера отличается более энергичным штрихом, весьма разнообразным по характеру; трудность этой техники заключается в особой чувствительности пера, легко изменяющего характер линии; к технике тростникового пера иногда приближается техника гусиного пера, но возможности её более ограничены.

## Технология изготовления
Заготовки для современных перьев во всём мире производятся путём штамповки и обжатия по скруглённой матрице. На дешёвых стальных и пластиковых перьях после штамповки выполняется прорезь (либо она получается сразу в процессе штамповки), после чего готовые перья упаковываются по весу.
Более дорогие перья получают, используя несколько иной порядок операций:
- прокатка металла для уменьшения толщины металла: иногда при прокатке специально создают ленты переменной толщины;
- отпуск нагартованного материала;
- штамповка: иногда при штамповке сразу может быть выполнено отверстие, насечка и некоторые художественные элементы пера;
- сверление отверстия — при необходимости получения отверстий сложной формы, помимо сверления, может выполняться фрезерование, шлифовка;
- прокатка с приданием формы и нагартовкой для увеличения жёсткости;
- формирование утолщения на кончике пера (шарика): может дополнительно применяться подгиб заранее предусмотренной избыточной части кончика, также применяются формирование твердосплавной капли путём погружения в расплав и крепление твердосплавной заготовки посредством пайки или точечной сварки;
- расщепление кончика пера: обычно выполняется путём прорезания заготовки от шарика до отверстия сверхтонким алмазным диском, может выполняться способом проволочной резки в абразивной суспензии или резки алмазно-импрегнированной проволокой, лазерной резкой;
- доводка формы шарика путём тонкой шлифовки и полировки: даже стартовая отделка уже использует самые тонкие абразивы;
- при необходимости, анодирование;
- при необходимости, выполнение работ по художественному оформлению и полировка открытой поверхности;
- контроль качества письма и художественного оформления: некоторые производители проводят контроль качества и разбраковку после каждой стадии;
- индивидуальная мягкая упаковка для предотвращения появления царапин.